# Stadio municipale Serres
Lo stadio municipale di Serres (in greco Δημοτικό Γήπεδο Σερρών) è un impianto sportivo greco di Serres, in Grecia.
È utilizzato dal Panserraïkos per i suoi incontri interni, e ha una capienza di circa 9 500 posti.

## Storia
Fu inaugurato nel 1926 ed è stato ristrutturato più volte nel corso degli anni.
Il record di presenze si ebbe nel 1972, in occasione dell'incontro tra Panserraïkos e Larissa valido per la promozione in Alpha Ethniki, cui assistettero 14 000 spettatori.